# Rasen-Antholz
Rasen-Antholz (olaszul: Rasun-Anterselva, németül: Rasen-Antholz, középkori nevén: Resine) település Olaszország Trentino-Alto Adige régiójának, Bolzano-Bozen autonóm megyéjében. Magába foglalja az Antholz-völgyet, valamint a Puster-völgy egy kisebb részét. A település különösen híres sífutó- és biatlon-infrastruktúrájáról.

## Fekvése
Az osztrák határ közelében fekvő német lakosságú település, Bozentől (Bolzano) mintegy 60 kilométerre északkeletre, Trient (Trento) városától, Trentino-Alto Adige régió fővárosától 110 kilométerre fekszik, az Antholzi-völgyben, mely a Puster-völgyből (Pustertal) ágazik ki észak felé.
Rasen-Antholz településrészei (frazioné-i): Antholz Niedertal (Anterselva di Sotto), Antholz Mittertal (Anterselva di Mezzo), Antholz Obertal (Anterselva di Sopra), Neunhäusern (Nove Case), Niederrasen (Rasun di Sotto) és Oberrasen (Rasun di Sopra).
Szomszédos települései: a dél-tiroli Bruneck (Brunico), Gsies (Valle di Casies), Percha (Perca), Olang (Valdaora), Sand in Taufers (Campo Tures), Welsberg-Taisten (Monguelfo-Tesido) valamint az ausztriai Sankt Jakob in Defereggen. Az olaszországi Dél-Tirolból az ausztriai Kelet-Tirolba, az Antholzi-völgyből a Defereggen-völgybe a 2052 m magas Staller-nyergen át lehet átkelni.

## Történelem
Az Antholz-völgy bejáratánál, az azonos nevű területen található a Windschnur temető, amely a Hallstatt-korból származik, és számos érdekes leletet tartalmaz. Úgy tűnik, hogy a Rienz mentén, a Galgenbühel-től keletre helyezkedhetett el. Ugyanebből az időszakból származik a szenzációs Rieserferner-lelet is. A Neurasen-i várromnál is valószínűleg egy őskori földsánc állt. A völgy belső része valószínűleg csak a bajor Bajuwárok révén lett feltárva és benépesítve a korai középkorban.
Mint az egész Oberpustertal, a terület a legrégebbi iratok szerint a 11. században a bajor Andechsi grófok birtokában volt, akiknek a Rasen-i urak szolgáltak hűbéri tisztségben.
Az Antholz völgy neve először 1050 és 1065 között szerepel a Brixeni Főegyházmegye hagyományos könyvében Êntholz formában. A szó etimológiai eredetével kapcsolatban több elmélet is létezik. Beda Weber 1838-ban azt írja, hogy...
„Az Antholz nevet különböző módon értelmezték; számunkra a legtermészetesebb értelmezés tetszik a legjobban. Az an vagy en előtag gyakran helyettesíti az in-t, vagy azt jelenti, hogy 'vonalában', és az eufónia szabályai szerint gyakran egy t betű kerül a szó közepébe, így az Antholz nem jelent mást, mint az erdőben, ami jól kifejezi a völgy egykori erdős gazdagságát."
A „Niedertal“, „Mittertal“ és „Obertal“ kiegészítések csak a 19. században kerültek hozzá. Előtte az Antholz Niedertal általában egyszerűen Antholz-ként, vagy ritkábban St. Walburg-ként volt ismert, mivel ott található a Szent Walburga tiszteletére szentelt templom. Antholz Mittertal a Gassen nevű plébániához tartozott, míg Antholz Obertal a Szent József nevet viselte.
A fasizmus alatt végrehajtott olaszosítás során a név Anterselva-ra változott, amely a latin okiratokban szereplő „Ante Silvam” névből ered.
A Rasen településnév ugyanebben az időszakban szerepelt Resinę-ként, majd 1070-ben Rasinen-ként, kifejezetten a Szent János-templom említésével. A szó a kelta mocsárra utaló elnevezésből származik: az ókorban az egész területet egy tó borította, amely valószínűleg a késő antik korban eliszaposodott. Ma is létezik a Rasner Möser biotóp, amely 1923-ban természetvédelmi területté vált, és több természetvédelmi tanösvény mentén fedezhető fel.
1928-ban a korábban önálló Antholz, Oberrasen és Niederrasen településeket együtt Olang-gal egyesítették, és Rasun Valdaora/Rasen Olang néven alakították meg a községet. 1955-ben ezt a községet két részre osztották, és létrejöttek a mai Rasen-Antholz és Olang községek.

## Népesség
A 2004-es népszámlálási adatok alapján 2,776 lakosa van, melynek 97,50%-a a német, 2,31%-a az olasz valamint 0,20%-a a ladin nyelvet jelölte meg anyanyelveként.
| Nyelv | 1981    | 1991    | 2001    | 2011    | 2024    |
| ----- | ------- | ------- | ------- | ------- | ------- |
| német | 99,05 % | 98,36 % | 97,50 % | 98,40 % | 98,05 % |
| olasz | 0,91 %  | 1,56 %  | 2,31 %  | 1,16 %  | 1,36 %  |
| ladin | 0,04 %  | 0,08 %  | 0,20 %  | 0,44 %  | 0,59 %  |

A település népessége az elmúlt években az alábbi módon változott:
| Lakosok száma | 2866 | 2907 | 2909 |
|               | 2017 | 2018 | 2023 |

## Politika
A polgármesterek 1956-tól kezdődően:
- Anton Zingerle: 1956–1964
- Josef Berger: 1964–1969
- Konrad Renzler: 1969–1980
- Heinrich Renzler: 1980–1995
- Karl Messner: 1995–2010
- Herbert Berger: 2010–2012
- Thomas Schuster: 2012-től jelenleg is

### Önkormányzati felosztása
- Antholz Niedertal (Anterselva di Sotto) ~ Alsó-Antholz
- Antholz Mittertal (Anterselva di Mezzo) ~ Közép-Antholz
- Antholz Obertal (Anterselva di Sopra) ~ Felső-Antholz
- Neunhäusern (Nove Case) ~ Kilencház
- Niederrasen (Rasun di Sotto) ~ Alsó-Rasen
- Oberrasen (Rasun di Sopra) ~ Felső-Rasen

## Sport
Rasen–Antholz elsősorban téli sportközpontként ismert, különösen a sífutópályák széles kínálatáról híres. Antholz nemzetközi hírnévre tett szert a biatlonversenyek helyszíneként, többek között hat világbajnokságnak is otthont adott. Az Antholzi-tó közelében, az Antholzi-völgy legfelső részén található a Dél-tiroli Biatlon Aréna (Südtirol Arena), ahol évente biatlon világkupafutamokat rendeznek.
Antholz-Mittertal településrészen emellett egy húzólift (Riepenlift) is működik a síelők számára. Nyáron a község kedvelt úti cél túrázók és hegyikerékpárosok körében is.

## Híres emberek
- Hannes Mahrenberger (1910–1996), orvos, énekes, gitáros, dalszövegíró és népdalgyűjtő
- Helmut Bachmann (*1959), szakács és szakkönyvszerző
- Johann Passler (*1961), biatlonista
- Andreas Zingerle (*1961), biatlonista
- Gottlieb Taschler (*1962), biatlonista
- Hubert Leitgeb (1965–2012), biatlonista
- Wilfried Pallhuber (*1967), biatlonista
- Gerhard Wieser (*1968), szakács és szakkönyvszerző
- Matthias Messner (1976–2019), film- és színpadi színész
- Markus Windisch (*1984), biatlonista
- Dominik Windisch (*1989), biatlonista
- Dorothea Wierer (*1990), biatlonista
- Hannah Auchentaller (*2001), biatlonista